# Дуб Григорія Кожевнікова
Дуб Григорія Кожевнікова — ботанічна пам'ятка природи місцевого значення, знаходиться на території урочища «Лиса гора» в Голосіївському районі м. Києва. Біля ста метрів від цементного заводу, на краю десятиметрового уступу близько залізниці. Заповіданий у вересні 2017 року. 

## Назва
Названий на честь творця ідеї заповідності, професора Григорія Кожевнікова

## Опис
Дерево являє собою дуб черещатий віком 500 років. Висота дерева близько 30 м, на висоті 1,3 м дерево має в охопленні 5,6 м.

## Галерея

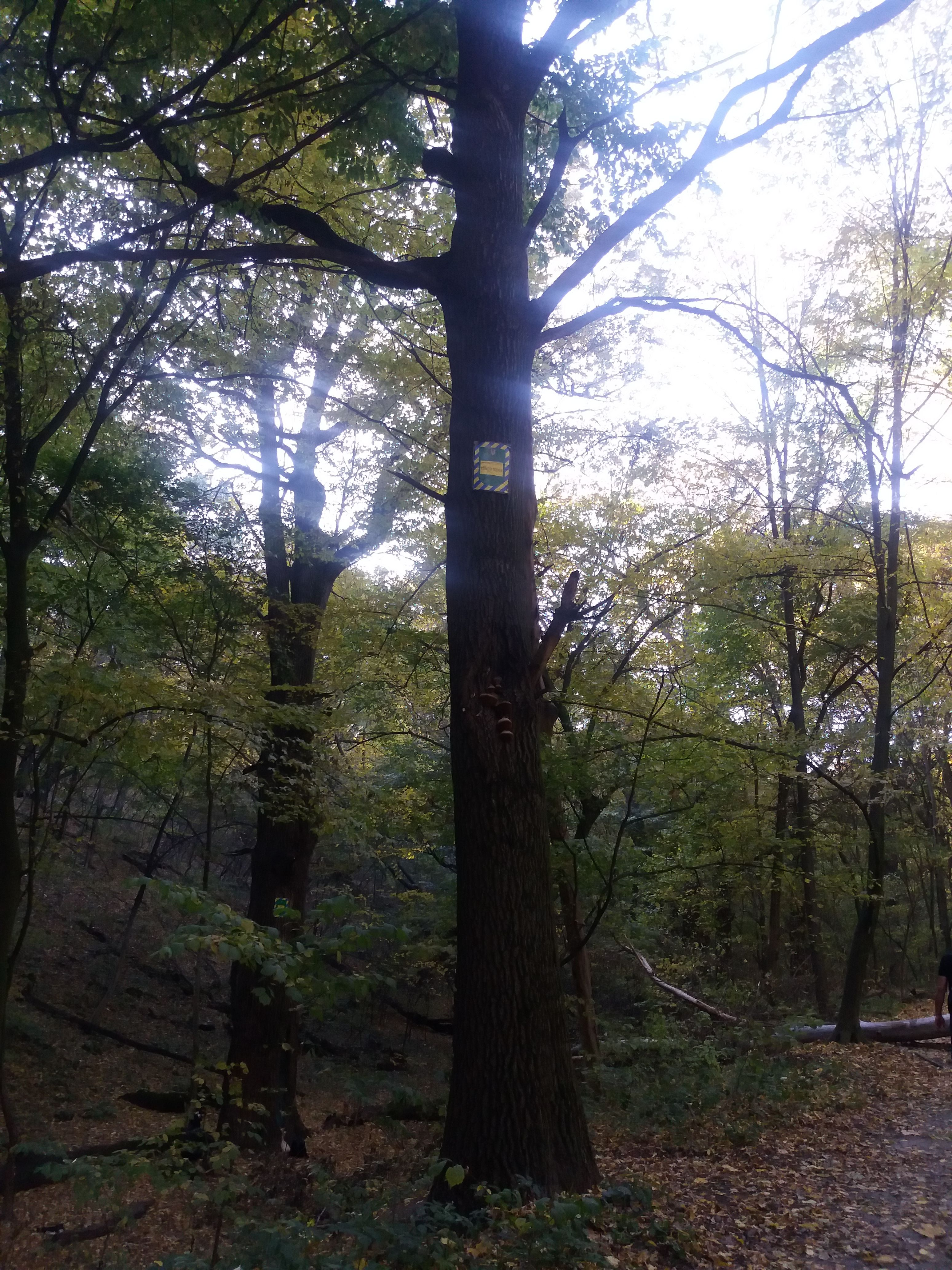
Дуб Григорія Кожевнікова. 14 жовтня 2019 року